# بخش‌های دپارتمان اور-ا-لوار
بخش‌های دپارتمان اور-ا-لوار (انگلیسی: Arrondissements of the Eure-et-Loir department) شامل ۴ بخش به شرح زیر است:
1. بخش شرتره با ۱۵۱ کمون (فرانسه) و جمعیت ۲۰۶ هزار نفر در سال ۲۰۱۳ می‌باشد.
2. بخش شتودو با ۶۴ کمون (فرانسه) و جمعیت ۵۹ هزار نفر در سال ۲۰۱۳ می‌باشد.
3. بخش درو با ۱۰۸ کمون (فرانسه) و جمعیت ۱۲۹ هزار نفر در سال ۲۰۱۳ می‌باشد.
4. بخش نوژان-لو-روترو با ۵۲ کمون (فرانسه) و جمعیت ۳۷ هزار نفر در سال ۲۰۱۳ می‌باشد.